# Liolaemus rabinoi
Liolaemus rabinoi — вид ігуаноподібних ящірок родини Liolaemidae. Ендемік Аргентини.

## Поширення і екологія
Liolaemus rabinoi були відомі з типової місцевості, розташованої в районі водосховища Нівіль в провінції Мендоса. Вони тривалий час вважалися вимерлими, поки не були повторно відкриті в районі озера Льянканело. Вони живуть на вершинах пішаних дюн, на висоті 1400 м над рівнем моря.

## Збереження
МСОП класифікує цей вид як такий, що перебуває на межі зникнення. Liolaemus rabinoi загрожує знищення природного середовища.